# جمال فودغ
جمال فودغ (بالإنجليزية: Jamaal Fudge)‏ هو لاعب كرة قدم أمريكية أمريكي، ولد في 17 مايو 1983 في جاكسونفيل في الولايات المتحدة.

## وصلات خارجية
- جمال فودغ على موقع مرجع كرة القدم المحترفة.كوم (الإنجليزية)